# غريغوري اولسن
غريغوري اولسن (بالإنجليزية: Gregory Olsen)‏ (و. 1945 – م) هو رائد فضاء، ورائد أعمال من الولايات المتحدة الأمريكية . ولد في مدينة نيويورك .

## ريادة الفضاء
شارك في المهمات الفضائية:
- Soyuz TMA-6
- Soyuz TMA-7.

## التعليم
تعلم في جامعة فرجينيا